# كوليسيو روبين رودريغيز
كوليسيو روبين رودريغيز (بالإسبانية: Coliseo Rubén Rodríguez) هي ساحة رياضية داخلية في بايامون، بورتوريكو. تم تسمية الملعب تكريمًا روبن رودريغيز، اللاعب الأسطوري السابق لفريق فاكيروس دي بايامون، وتم افتتاحه في عام 1988 ويظل واحدًا من أكبر الأماكن في منطقة العاصمة سان خوان.